# Немачка подморница У-4
Подморница У-4 је била немачка подморница типа II-A, и њена градња је започета у Килском бродоградилишту Дојче Верке 11. фебруара 1935. године. Тог дана је заправо започета градња прве серије немачких подморница: У-1, У-2, У-3, У-4, У-5 и У-6. Највећи део свог постојања, она је служила као школски брод за обуку нових подморничара.

## Служба
Подморница У-4 напуста базу Вилхелмсхафен, 4. септембра 1939. године, под командом Харо фон Клот-Хеиденфелда, и длази на своју прву борбену патролу, која ће трајати до њеног повратак у Вилхелмсхафен 14. септембра. Пет дан касније – 19. септембра, она креће у ново патролирање.
У 23:00 сати, 22. септембра 1939. године, фински трговачки брод Martti Ragnar (заповедник J. Содерблом) је заустављен од подморнице У-4, на око 5 наутичких миља јужно од Арендала и бива претражен. Група за преглед брода, отвара три вентила за потапање у 00:15 сати, зато што је брод превозио забрањену робу, и тоне два сата касније. Посада напуста брод на два чамца за спашавање, која подморница одвлачи до обале. Људство касније сакупља један рибарски брод.
Следећег дана у 11:20 сати, неутрални фински трговачки брод  је заустављен од подморнице У-4 и претражен од групе за преглед, која поставља експлозивна пуњења након што је утврђено да брод превози терет за Уједињено Краљевство. Она експлодирају у 15:35 сати, услед чега брод тоне у 16:15 сати. Посаду која је претходно напустила брод у дав чамца за спашавање, подморница довлачи на 5 наутичке миље од Норвешке обале, и ту их касније сакупља шведки рибарски брод Zephyr.
Дана, 24. септембра, у 10:37 сати, неутрални шведски трговачки брод  је зауставље помоћу топовко-митраљеске ватре са подморнице У-4. Посади је дато 15 минута времена, да напусти брод, јер је установљено да превози робу за Велику Британију. Немци нису имали експлозивна пуњења да поставе на брод, те стога испаљују торпеда, али прва два промашују брод. Тек треће торпедо погађа брод и он тоне 12 наутичких миља југоисточно од Јомфруланда, Норвешка.
Подморница одлази у базу Кил, где стиже 29. септембра 1939. године, и постаје школски брод. На следећу своју борбену патролу, она креће из базе Кил 16. марта 1940. године, и након 14 дана упловљава у базу Вилхелмсхафен. У склопу операције за освајање Данске и Норвешке, она напушта базу Вилхелмсхафен 4. априла 1940. године.
У 17:05 сати, 9. априла 1940. године, британска подморница Thistle (Поручник Бојног Брода В. Ф. Хеселфут) промашује подморницу У-4 са салвом од четири торпеда, југозападно од Ставангера, Норвешка. Немци уочавају једно торпедо које пролази десет метара испред њих, и избегавају наредне нападе, зарањајући у море. Касније они успевају да изненаде британску подморницу, које је пловила на површини, и у 02:13 сати, 10. априла, испаљују два торпеда ка њој. Прво торпедо промашује, али друго погађа подморницу, која веома брзо тоне са комплетном посадом од 53 човека.
Након што се вратила у базу Вилхелмсхафен 14. априла 1940. године, подморница У-4 одлази на Балтик, где је остатак своје каријере служила као школски брод. У-4 је повучена из службе 1. августа 1944. године, и стационирана је у Готенхафену (Гдиња, Пољска) Током 1945. године она је коришћена за резервне делове, пре него што је заробљена 29. марта 1945. године од совјетских снага.

## Команданти
- Ханс Вајнгертнер (17. август 1935 — 29. септембар 1937)
- Ханс-Вилхелм фон Дрески (30. септембар 1937 — 28. октобар 1938)
- Харо фон Клот-Хеиденфелд (29. октобар 1938 — 16. јануар 1940)
- Ханс-Петер Хинш (17. јануар 1940 — 7. јун 1940)
- Хајнц-Ото Шулце (8. јун 1940 — 28. јул 1940)
- Ханс-Јирген Цецше (29. јул 1940 — 2. фебруар 1941)
- Хајнрих-Оскар Бернбек (3. јануар 1941 — 8. децембар 1941)
- Волфганг Мариенфелд (9. децембар 1941 — 15. јун 1942)
- Фридрих-Вилхелм Мариенфелд (19. јун 1942 — 23. јануар 1943)
- Јоахим Дипе (24. јануар 1943 — 31. мај 1943)
- Паул Зандер (1. јун 1943 — 22. август 1943)
- Херберт Мум (23. август 1943. - мај 1944)
- Хуберт Ригер (мај 1944. - 9. јул 1944)

## Бродови
| Име брода | Држава               | Тежина     | Година изградње | Датум напада        | Напомена |
|           | Финска               | 2.262 тона | 1903.           | 22. септембар 1939. | Потопљен |
|           | Финска               | 1.361 тона | 1908.           | 23. септембар 1939. | Потопљен |
|           | Шведска              | 1.510 тона | 1927.           | 24. септембар 1939. | Потопљен |
|           | Уједињено Краљевство | 1.090 тона | 1939.           | 10. август 1940.    | Потопљен |
| --------- | -------------------- | ---------- | --------------- | ------------------- | -------- |